# تایلر هاروی (بازیکن فوتبال)
تایلر هاروی (انگلیسی: Tyler Harvey؛ زادهٔ ۲۹ ژوئن ۱۹۹۵) بازیکن فوتبال اهل بریتانیا است.
از باشگاه‌هایی که در آن بازی کرده‌است می‌توان به باشگاه فوتبال پلیموث آرگیل، باشگاه فوتبال سالزبری سیتی، و باشگاه فوتبال بث سیتی اشاره کرد.